# Гидрогель
Гидрогель представляет собой сеть сшитых гидрофильных полимерных цепей. Также, он может быть в виде коллоидного геля, в котором вода является дисперсионной средой. Трехмерное твердое тело получается в результате того, что гидрофильные полимерные цепи удерживаются вместе поперечными связями. Сшивки, связывающие полимеры гидрогеля, делятся на две основные категории: физические и химические. Физические поперечные связи состоят из водородных связей, гидрофобных взаимодействий и переплетений цепей (среди прочего). Из-за присущих им поперечных связей структурная целостность сети гидрогеля не растворяется из-за высокой концентрации воды. Гидрогели являются очень абсорбирующими (они могут содержать более 90 % воды) натуральными или синтетическими полимерными сетками.
Впервые термин «гидрогель» появился в литературе в 1894 году.

### Исследования
24 июля 2017 года в журнале Nature Physics ученый Scott R. Waitukaitis с о своей группой провел исследование с гидрогелем и эффектом Лейденфроста, который образуется при попадании сферы гидрогеля на нагретую поверхность.
Что примечательно, на это исследование ученых вдохновило вирусное видео с YouTube гидрогель на сковороде. Впоследствии имя автора ролика даже упомянули в статье.